# هاتزاله

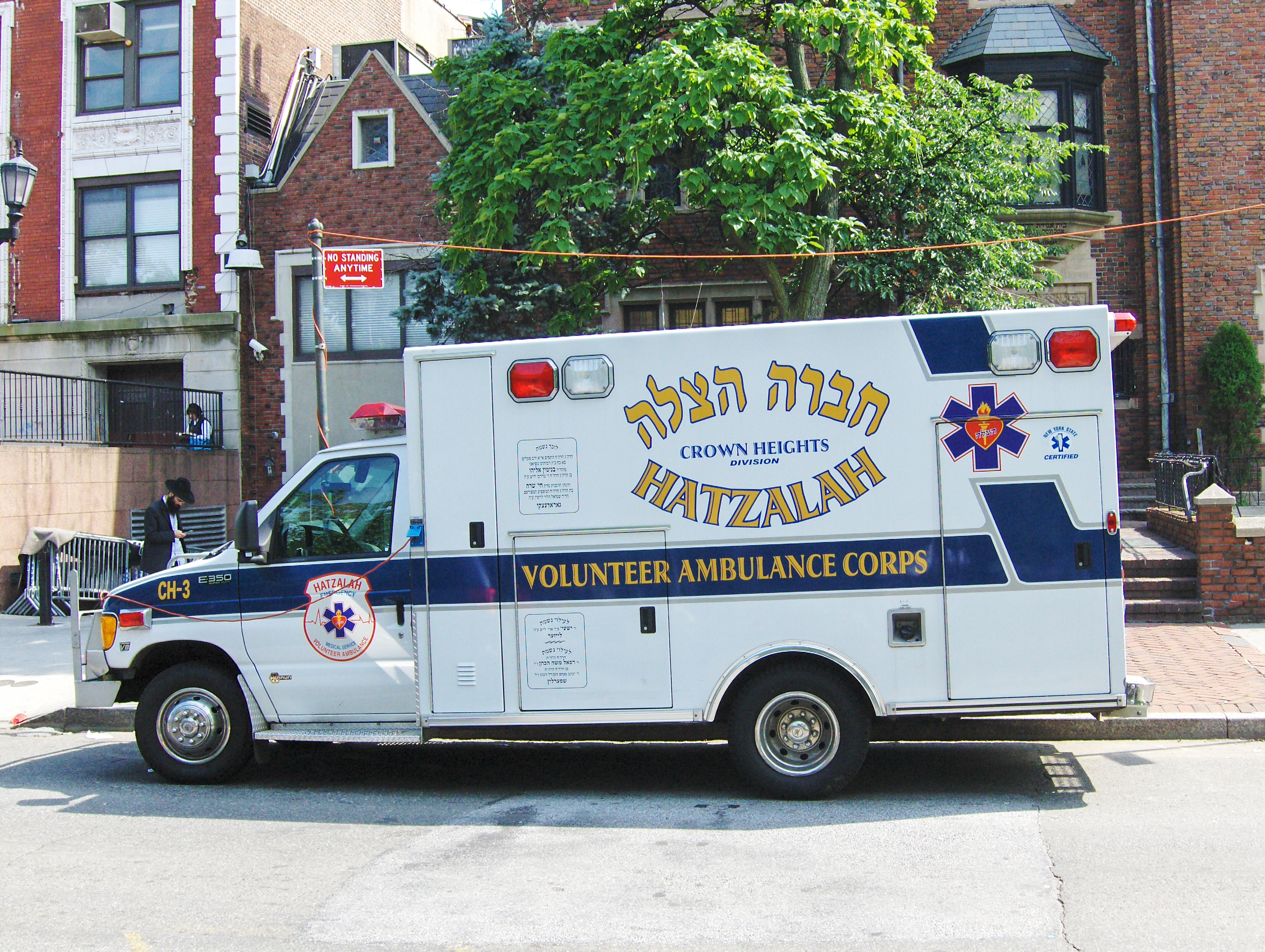

هاتزاله (باللغة العبرية: «الإنقاذ» أو «الإغاثة») وهي منظمة تطوعية للخدمات الطبية الطارئة تخدم في الغالب المجتمعات اليهودية في جميع أنحاء العالم. تعمل معظم الفروع المحلية بشكل مستقل عن بعضها البعض، ولكنها تستخدم الاسم الشائع للمنظمة. الهجاء العبري للاسم هو نفسه دائما، ولكن هناك العديد من الاختلافات في الترجمة، مثل هاتزولا، هاتزولوه وهاتزولو. كما يطلق عليه في كثير من الأحيان شيفرا هاتزاله. عادة تترجم إلى «شركة من رجال الإنقاذ» أو «مجموعة من رجال الإنقاذ».

## التاريخ
تأسست شركة هاتزاله لأصلية في ويليامسبورغ، بروكلين، نيويورك، الولايات المتحدة الأمريكية على يد الحاخام هيرشيل ويبر في أواخر الستينيات، لتحسين الاستجابة الطبية السريعة في حالات الطوارئ في المجتمع المحلي والتخفيف من المخاوف الثقافية لحركة الحاسيديم ديني ناطق باللغة اليديشية. انتشرت الفكرة إلى أحياء يهودية أرثوذكسية أخرى في منطقة مدينة نيويورك، وفي نهاية المطاف إلى مناطق وبلدان وقارات أخرى. ويُعتقد أن هاتزاله هي أكبر خدمة إسعاف متطوعة في العالم. شيفرا هاتزاله في نيويورك لديها أكثر من ألف من المتطوعين والمسعفين الذين يجيبون على أكثر من 70,000 مكالمة كل عام مع المركبات الخاصة وأسطول من أكثر من 90 سيارة إسعاف.
تعمل منظمات هاتزاله الآن في الأرجنتين وأستراليا والنمسا وبلجيكا والبرازيل وكندا وإسرائيل والمكسيك وبنما، روسيا، جنوب أفريقيا، وسويسرا، وبريطانيا، وأوكرانيا وفي 10ولايات في الولايات المتحدة، كاليفورنيا، وكونيتيكت، فلوريدا، وإلينوي، وميريلاند، ونيوجيرسي، ونيويورك، وبنسلفانيا وميشيغان. ويجري حاليا تنظيم فروع هاتزاله في ولايات أخرى أيضا.
في إسرائيل، هناك منظمتان هاتزاله تعملان على المستوى الوطني، إيهود هاتزاله (بالعبرية:איחוד הצלה)، العبرية لـ«هاتزاله المتحدة»، وتزفيت هاتزاله (بالعبرية:צוות הצלה). في حين أن يونايتد هاتزاله هو الأكبر من المنظمتين، يقتصر متطوعوها على الاستجابة المباشرة على الرعاية في المشهد، مقابل متطوعي تزفيت هاتزالة المرخص لهم بالإضافة إلى ذلك والمصرح لهم بتوفير وسائل النقل في حالات الطوارئ باستخدام سيارات الإسعاف نجمة داوود الحمراء.

## العمليات
يستخدم هاتزاله نظام السيارات الطائرة، حيث يتم تعيين الأعضاء مخصصين (مخصص (علوم)) للاستجابة لحالة الطوارئ. يطلب المرسل أي وحدات لموقع طوارئ معين. الأعضاء الذين يعتقدون أنه سيكون لديهم أفضل أوقات الاستجابة والإجابة  عبر اللاسلكي، والمرسل يؤكد الأعضاء المناسبين. وعادة ما يستجيب عضوان مباشرة للنداء في مركباتهما الخاصة. يقوم عضو ثالث باسترداد سيارة إسعاف من موقع أساسي.
كل متطوع هاتزاله يتم إرساله مباشرة لديه «عدة القفز» وهي عدة طبيية كاملة في سيارتهم، مع الأكسجين، والصدمات النفسية، واللوازم الصيدلانية المناسبة.
ويحمل الأعضاء المسعفين معدات وإمدادات أكثرشمولاً، بما في ذلك تخطيط كهربائية القلب، ومعالجة وريدية والتنبيب وغيرها من مستحضرات الصيدلانية. يسمى كل متطوع وحدة (كما هو الحال في طاقم واحد) ويتم تعيين رقم وحدة يبدأ برمز الحي، يليه الرقم التسلسلي لذلك الحي، (مثل «ك120» ويعني "كوينز 120 "). كما أن سيارات الإسعاف لديها أرقام وحدات بنفس الشكل، مع الأعداد القليلة الأولى لكل حي مخصصة لأرقام سيارات الإسعاف. وقد بدأت بعض الأحياء في تعيين أرقام وحدات مكونة من 3 أرقام لسيارات الإسعاف الخاصة بها، باستخدام أرقام من النطاق المخصص لوحدات الأعضاء البشرية (على سبيل المثال، 900-أرقام)
في بعض المناطق قد تكون هناك فترات حيث التغطية ليست قوية بما فيه الكفاية، على سبيل المثال في عطلة نهاية الأسبوع الصيفية. عند حدوث ذلك، قد يقوم المنسقون بتعيين تناوب عند الاتصال. وقد لا يزال التناوب يستجيب من منازلهم، أو قد يبقون في المرآب خلال مناوبتهم. في مثل هذه الفترات، يعمل هاتزاله بالقرب من إعداد طاقم الخدمات الطبية الطارئ النموذجي، على الرغم من أن المرسلين قد لا يزالون يبحثون عن أعضاء غير استدعاء للرد، وسيظل هناك في كثير من الأحيان مستجيب غير الإسعاف كما تم إرساله لأول مرة، حتى لو كان هذا المستجيب يبدأ من القاعدة.
في إسرائيل، تعتمد هاتزالة المتحدة على تقنيات الهاتف المحمول التي تشمل «تطبيق محمول SOS» ورقم هاتف طوارئ خاص، 1221، مع رسائل إلى المؤسسات الإخبارية التي توزعها عبر الواتساب.

### أوقات الاستجابة
يوفر نموذج هاتزاله أوقات استجابة سريعة لالمستجيب الأول. يختلف وقت استجابة كل حي. على سبيل المثال، في بورو بارك، بروكلين استجابة النهار في حالات الطوارئ التي تهدد الحياة هي بين 1-2 دقيقة وأوقات الاستجابة ليلا هي 5-6 دقائق. في حي بيفرلي لا بريا من لوس أنجلوس أوقات الاستجابة في المتوسط في ستين إلى تسعين ثانية. في إسرائيل، وقت الرد أقل من 3 دقائق.

### المنظمة
هاتزاله ليست منظمة واحدة. يعمل كل فصل بشكل مستقل، أو في بعض الحالات، تعمل مع مستويات مختلفة من الانتماء إلى فصول هاتزالة المجاورة.
في مدينة نيويورك هاتزاله، هناك تسلسل هرمي تشغيلي بسيط جدا. وعادة ما يكون هناك عضوان أو ثلاثة أعضاء من «المنسقين»، ويديرون جميع جوانب العمليات في الفصل.
كيهود أرثوذكس، يرى العديد من المتطوعين بعضهم البعض يوميًا أثناء الصلاة في اليهودية، وخاصة في أيام الشبات. وهذا يسمح لهم بالبقاء منظمين على الرغم من عدم وجود تسلسل هرمي رسمي واسع النطاق.
المنسقون مسؤولين عن التوظيف، والتفاعل مع عمليات الوكالات البلدية (الشرطة، والمطافئ، والإدارة البيئية)، والانضباط في الخط الأول، والعمليات اليومية. وغالباً ما يكون المنسقون مسؤولين، مباشرة أو عن طريق التفويض، عن ترتيب طواقم الصيانة، الذين غالباً ما يُطلق عليها أفراد الخدمة أو وحدات الخدمة، وعن شراء الإمدادات وسيارات الإسعاف وغيرها من المعدات. وهناك أيضا وظيفة إدارية، غالبا ما تكون منفصلة عن وظيفة المنسق. غالباً ما يُطلق على المدير الرئيسي منصب المدير أو المدير التنفيذي، وهذا في بعض الأحيان منصب مدفوع الأجر. ويشغل متطوعون غير مدفوعي الأجر جميع المناصب الأخرى في هتزالة، بما في ذلك المنسقون.
معظم فروع ولاية نيويورك لديها بعض وظائف الإدارة المركزية والإرسال، والمعروفة باسم (هاتزاله المركزية) أو ببساطة المركزية. المنظمات المجاورة تابعة لهاتزاله المركزية ومع ذلك مستقلّة. تقوم معظم منظمات هاتزاله بتصميم نمطها بعد نماذج ويليامزبورغ والوسطى (انظر الأوصاف التشغيلية أدناه).
رسميا، تسمى منطقة مدينة نيويورك «وسط هاتزاله» شيفرا هاتزالة من نيويورك. فهو يجمع بين الإرسال وبعض الوظائف الأخرى لأكثر من اثني عشر منظمة في الجوار، بما في ذلك ويليامزبورغ، فلاتبوش، بورو بارك، كانارسي، مرتفعات التاج، الجانب الشرقي السفلي، الجانب الغربي الشمالي لمنهاتن، وسط المدينة، واشنطن هايتس، كوينز، روكوايلز ومقاطعة ناسو، سيجيت، جبال كاتسكيل، جزيرة ستاتن
، ريفرديل، وغيرها. وبما أن كل من هذه المناطق مستقلة، فإن لكل منها جمع التبرعات وإدارتها ومرائبها وسيارات الإسعاف وأعضائها المعينين. فروع مقاطعة روكلاند، نيويورك وكيرياس جول (بلدة شجرة النخيل) لديها نظام الإرسال المركزي كذلك، ولكن منظمتها المركزية منفصلة عن غيرها من الوظائف المركزية لولاية نيويورك، ولديهم علاقة أكثر مرونة مع إخوانهم في ولاية نيويورك، على الرغم من أن هناك قدرا كبيرا من التعاون فيما بينها. وقد نمت فروع ولاية نيويورك المشتركة معا لتصبح أكبر نظام إسعاف لجميع المتطوعين في الولايات المتحدة.
ولأول مرة، ستتلقى مدينة نيويورك هاتزاله، وهي واحدة من أكبر هيئة إسعاف المتطوعين في البلاد، تمويلاً من مجلس مدينة نيويورك.
داخل إسرائيل أكبر منظمة محلية هي ماجن ديفيد أدوم. خارج نيويورك وإسرائيل، هناك العديد من منظمات هاتزالة الصغيرة. ويعمل كل منها كوحدة قائمة بذاتها، دون تنظيم مركزي أو تنسيق مركزي. ومع ذلك، حيث يوجد منظمات هاتزاله آخرى في مكان قريب، غالباً ما يكون هناك قدر كبير من التعاون.

## الوضع القانوني
في المملكة المتحدة، لا يستطيع هاتزالة استخدام الأضواء الزرقاء وصفارات الإنذار على سياراتهم الخاصة.
في إنجلترا جميع فروع هاتزاله مسجلة ضمن لجنة جودة الرعاية ولديهم مذكرة تفاهم مع قوات الشرطة المحلية فيما يتعلق باستخدام الأضواء الزرقاء وصفارات الإنذار، إذا تم استيفاء معايير معينة. لا يخفف إذا حدث أي شيء، فإنه يعتمد إذا كان من المصلحة العامة للمقاضاة.
في نيويورك ونيوجيرسي، تستخدم هاتزالة عادة الأضواء الحمراء والزرقاء وصفارات الإنذار مثل مركبات الطوارئ العادية غير المعلّمة.
في تورونتو، تستخدم هاتزالة الأضواء الخضراء، ولها نفس الوضع القانوني لرجال الإطفاء المتطوعين الذين يستخدمون أيضًا الأضواء الخضراء في سياراتهم.

## المشاركة المجتمعية
وكثيراً ما تشارك منظمات هاتزالة في أنشطة مجتمعية أخرى، بالإضافة إلى مهمتها الأساسية المتمثلة في العمل الطبي في حالات الطوارئ. ترعى العديد من فروع الأحياء والمشاركة في فعاليات المجتمع، سواء داخل المجتمع اليهودي المحلي أو في المجتمع الأوسع.
وكثيراً ما يلعب فلاتبوش هاتزاله دوراً ليناً ضد فرق من دوائر الشرطة المحلية ومراكز الإطفاء والمستشفيات.
العديد من منظمات هاتزاله في جميع أنحاء العالم تديرحملات العلاقات العامة المتعلقة بالشرب الآمن على بوريم والسلامة من الحرائق في شانوكا وخلال استعدادات عيد الفصح. شيفرا هاتزاله في نيويورك تعمل بشكل وثيق مع قسم إطفاء مدينة نيويورك في هذه المسألة.